# عين الناقة (الجزائر)
عين الناقة بلدية بدائرة سيدي عقبة ولاية بسكرة الجزائرية.